# Amadeu Biosca i Busqué
Amadeu Biosca i Busqué   (Igualada, 1875 - 1952) va ser un periodista i polític català.
Entre el 1906 i el 1909 va ser director d'El Igualadino i redactor de La Iconoclasta. En l'àmbit polític va ser regidor de l'Ajuntament de la seva ciutat i va arribar a ser alcalde en dos períodes: 1919-1923 i 1931-1934. Va ser president de l'Ateneu Igualadí de la Classe Obrera (1915-1918).